# Emoji de calavera

Emoji de calavera tal como apareció en el Proyecto Noto de Google.

El emoji de calavera (💀) es un emoji que representa una calavera humana. Se agregó al bloque de emoticonos de Unicode en octubre de 2010. El emoji, que originalmente representaba la muerte o la subcultura gótica, creció hasta representar una amplia gama de emociones a principios de la década de 2020, incluidas la alegría, la risa y la vergüenza. Es especialmente popular entre los miembros de la Generación Z.

## Desarrollo
Un emoji que representa una calavera se incluyó originalmente en los conjuntos de emojis patentados de SoftBank Mobile y au by KDDI. Utilizando estos conjuntos como fuente, el Consorcio Unicode incluyó el emoji de calavera en su estándar Unicode 6.0, lanzado en octubre de 2010. Antes de eso, el emoji de calavera estaba disponible para los usuarios de iPhone en Japón, inicialmente utilizando un área de uso privado específica para compatibilidad con el conjunto de SoftBank. Tras descubrir que la instalación de aplicaciones japonesas desbloqueaba el teclado emoji, Apple lanzó soporte para emojis en todo el mundo en 2011.
| Carácter                  | 💀              | 💀          |
| ------------------------- | --------------- | ----------- |
| Unicode                   | SKULL           | SKULL       |
| Codificación              | decimal         | hex         |
| Unicode                   | 128128          | U+1F480     |
| UTF-8                     | 240 159 146 128 | F0 9F 92 80 |
| Ref. numérica             | &#128128;       | &#x1F480;   |
| Shift JIS (au by KDDI)    | 246 209         | F6 D1       |
| Shift JIS (SoftBank 3G)   | 247 92          | F7 5C       |
| 7-bit JIS (au by KDDI)    | 118 83          | 76 53       |
| Emoji shortcode           | :skull:         | :skull:     |
| Google name (pre-Unicode) | SKULL           | SKULL       |
| CLDR text-to-speech name  | skull           | skull       |

## Evolución del significado y el uso
A lo largo de la década de 2010, el emoji de calavera mantuvo su significado original, simbolizando la muerte o la subcultura gótica. En 2016, Wired informó que las personas eran más propensas a usar el emoji de calavera cuando publicaban en línea que sus teléfonos estaban rotos, lo que significa que están «socialmente muertos». El emoji tuvo una popularidad limitada, ocupando el puesto 92 entre los emojis más utilizados en Twitter en 2015. Alcanzó el top 10 en los Estados Unidos en 2019, pero permaneció fuera del top 50 en otros países. A principios de la década de 2020, el emoji de calavera fue popularizado por la Generación Z, la cohorte demográfica de personas nacidas entre mediados de la década de 1990 y principios de la década de 2010, que comenzaron a usarlo como reemplazo de las frases «Estoy muerto» o «Me muero» - abreviatura de «Me muero de risa» - para expresar alegría o felicidad, así como risa. Consideraron que el emoji de cara con lágrimas de alegría, el emoji utilizado anteriormente para transmitir estas emociones, era «poco cool», debido a su asociación con generaciones anteriores. Antes de que este significado del emoji de calavera se hiciera popular, en 2015, se usaba en su lugar el emoji de fantasma (👻). Con el tiempo, el emoji de calavera ha evolucionado para representar una amplia gama de emociones, incluida la vergüenza.
Actualmente, el emoji se usa frecuentemente en los "memes phonk", es decir, memes que exponen música brazilian phonk y son acompañados con ese emoji, dependiendo de su objetivo.

## Recepción
Adam Aleksic de The Washington Post vio el emoji de la calavera como un símbolo que representa el humor o la ironía y creyó que se convirtió en un signo de puntuación. Comparando el emoji con una etiqueta de tono, escribió: «Puntuar el texto con una calavera aligera el tono y señala humildad».
Kayleigh Dray de Stylist pensó que la popularización del emoji de calavera estaba relacionada con la pandemia de COVID-19 y la «pesadilla pandémica distópica» que resultó de ella. «El emoji de risa y llanto ha sufrido una muerte triste y ha sido reemplazado por una calavera muy apropiada», escribió el periodista.